# Скалига Никифор Пилипович
Никифор Пилипович Скалига (1896 — розстріляний 1937, Київ) — український радянський діяч, кооператор, народний комісар земельних справ Української СРР. Кандидат у члени ЦК КП(б)У в червні 1930 — січні 1934 р. Член ЦК КП(б)У в січні 1934 — березні 1937 р. Член ВУЦВК.

## Біографія
Член РСДРП(б) з 1916 року.
У 1920-х роках — заступник голови правління Спілки сільськогосподарської кооперації УСРР «Сільський господар», голова правління Спілки сільськогосподарської кооперації УСРР «Сільський господар».
З серпня 1930 року — член колегії Народного комісаріату земельних справ Української СРР.
Потім — голова правління Укрзерноцентру, заступник народного комісара земельних справ Української СРР.
23 січня — 29 травня 1934 року — народний комісар земельних справ Української СРР.
1937 року заарештований органами НКВС. 25 червня 1937 року засуджений до розстрілу. Посмертно реабілітований.